# Rey Yan

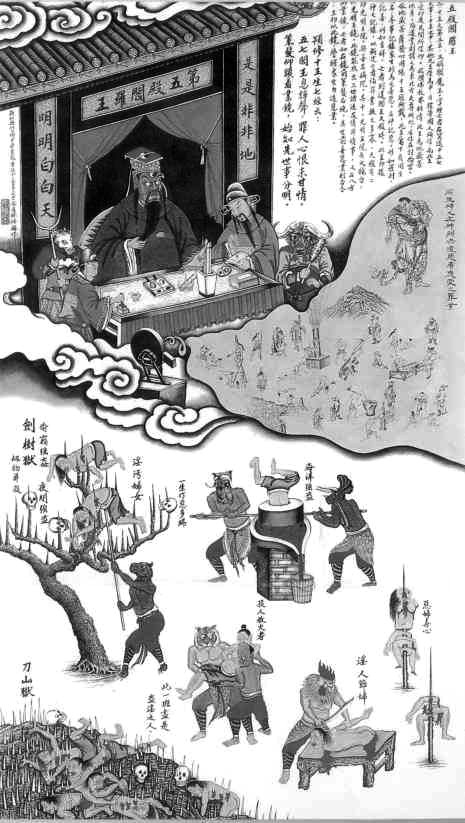
Ilustración china del rey Yan como juez local.

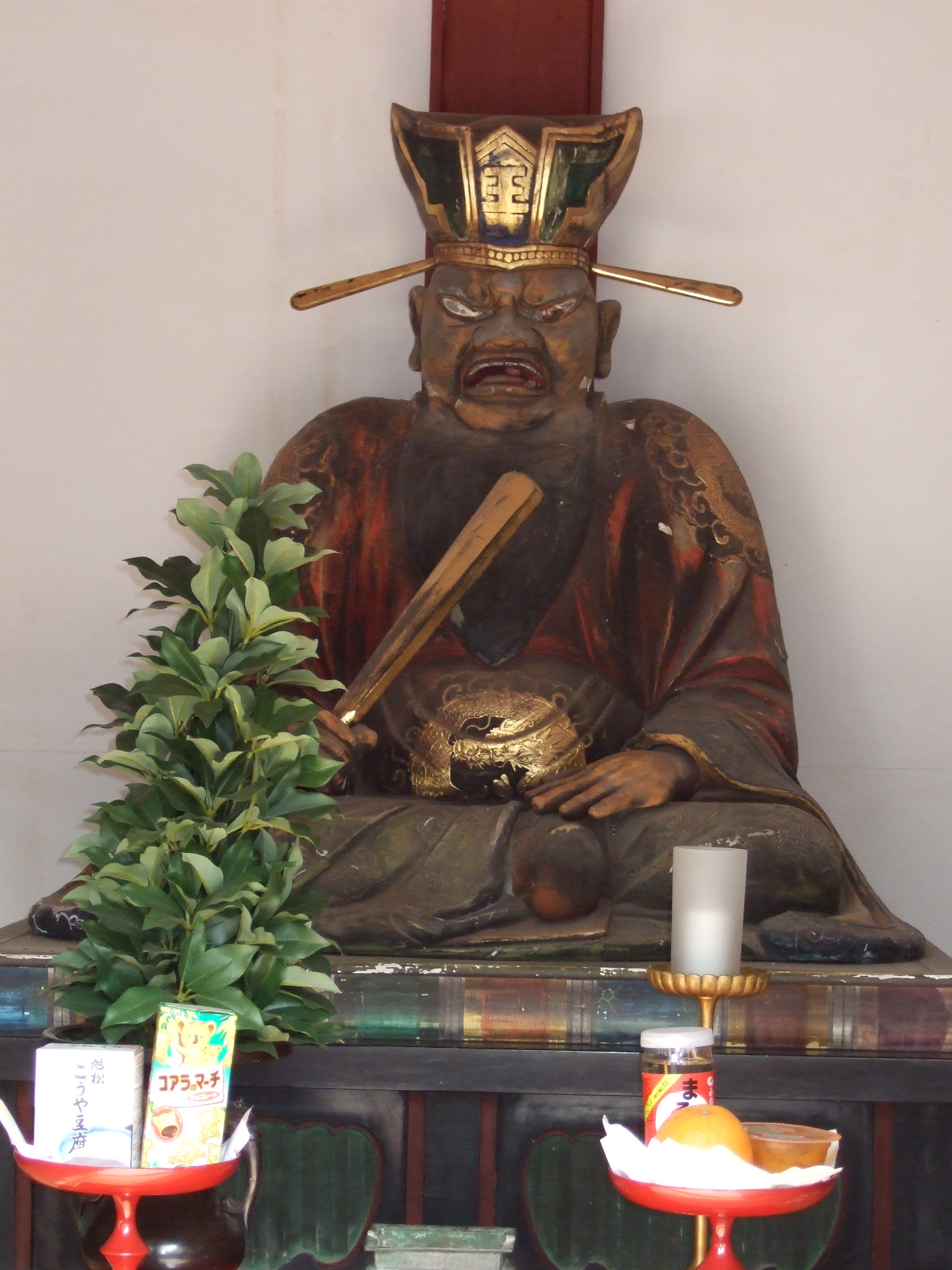
Miyazu, Prefectura de Kioto, Japón. Estatua de Yama (Enma) en Nariai-ji.

En la mitología china y la religión popular china, el Rey Yan' (en chino tradicional, 閻王; en chino simplificado, 阎王; pinyin, Yánwáng) es el dios de la muerte y el gobernante de Diyu, que supervisa a los "Diez Reyes del Infierno" en su capital de Youdu. También se le conoce como Rey Yanluo (en chino tradicional, 閻羅王; en chino simplificado, 阎罗王; pinyin, Yánluówáng), una transcripción del sánscrito para "Rey Yama" (यम राज/閻魔羅社, Yama Rājā). El rey Yan es el quinto juez del tribunal del inframundo. 
Tanto en la Antigüedad como en la actualidad, Yan es representado como un hombre corpulento con el ceño fruncido, ojos saltones y larga barba. Viste túnica tradicional y gorro de juez o corona con el carácter chino de "rey" (王). Suele aparecer en el dinero del infierno chino en la posición reservada a las figuras políticas en la moneda corriente.

## Viaje al Oeste
El rey Yan aparece en la novela clásica china Viaje al Oeste. Un día, Sun Wukong invitó a sus amigos, los seis reyes demonio y el Rey Demonio Toro, a cenar en su cueva, y bebieron hasta quedar todos incapacitados. Cuando Sun Wukong se durmió, soñó que veía a Cabeza de Buey y Cara de Caballo portando una orden para llevarse su alma a las puertas del Infierno. Sun Wukong, enfadado, sacó su bastón dorado de detrás de la oreja y golpeó con él a Cabeza de Buey y a Cara de Caballo. A continuación, arrancó la cuerda que le ataba, se quitó las esposas y entró en la Corte del Infierno. Asustó a Cabeza de Buey y a Cara de Caballo, que huyeron hacia la corte del rey Yan. Informaron del asunto al gran jefe mientras lloraban.
Cuando Sun Wukong se encontró con el Rey Yan, éste le dijo "Ya que has alcanzado la posición de Juez en el Infierno, deberías entender claramente los fundamentos de las recompensas y los castigos. ¿Cómo es que no conoces la diferencia entre el bien y el mal? Estoy más allá del control de la vida y la muerte ordinarias; ¿cómo es que enviaste hombres para arrestarme?".
El rey Yan respondió: "Gran sabio, no te enfades. Hay muchas personas con el mismo nombre en el mundo. Debe ser que los que te arrestaron cometieron un error."
Después de esto, Sun Wukong borró su nombre del Libro de la Vida y la Muerte, una colección de libros que contenían los nombres de todos los mortales vivos que tenían la capacidad de manipular la duración de la vida. Además, borró el nombre de todos los monos que conocía.
Después de que el Emperador de Jade recibiera informes del Rey Yan y de los Reyes Dragón de los Cuatro Mares, el Emperador de Jade ordenó a los Diez Reyes Yama y al ejército celestial que capturaran a Sun Wukong. El Rey Mono, ahora condenado a muerte por extorsionar a los Reyes Dragón, desafió entonces el intento de recoger su alma.

## Variedad de interpretaciones

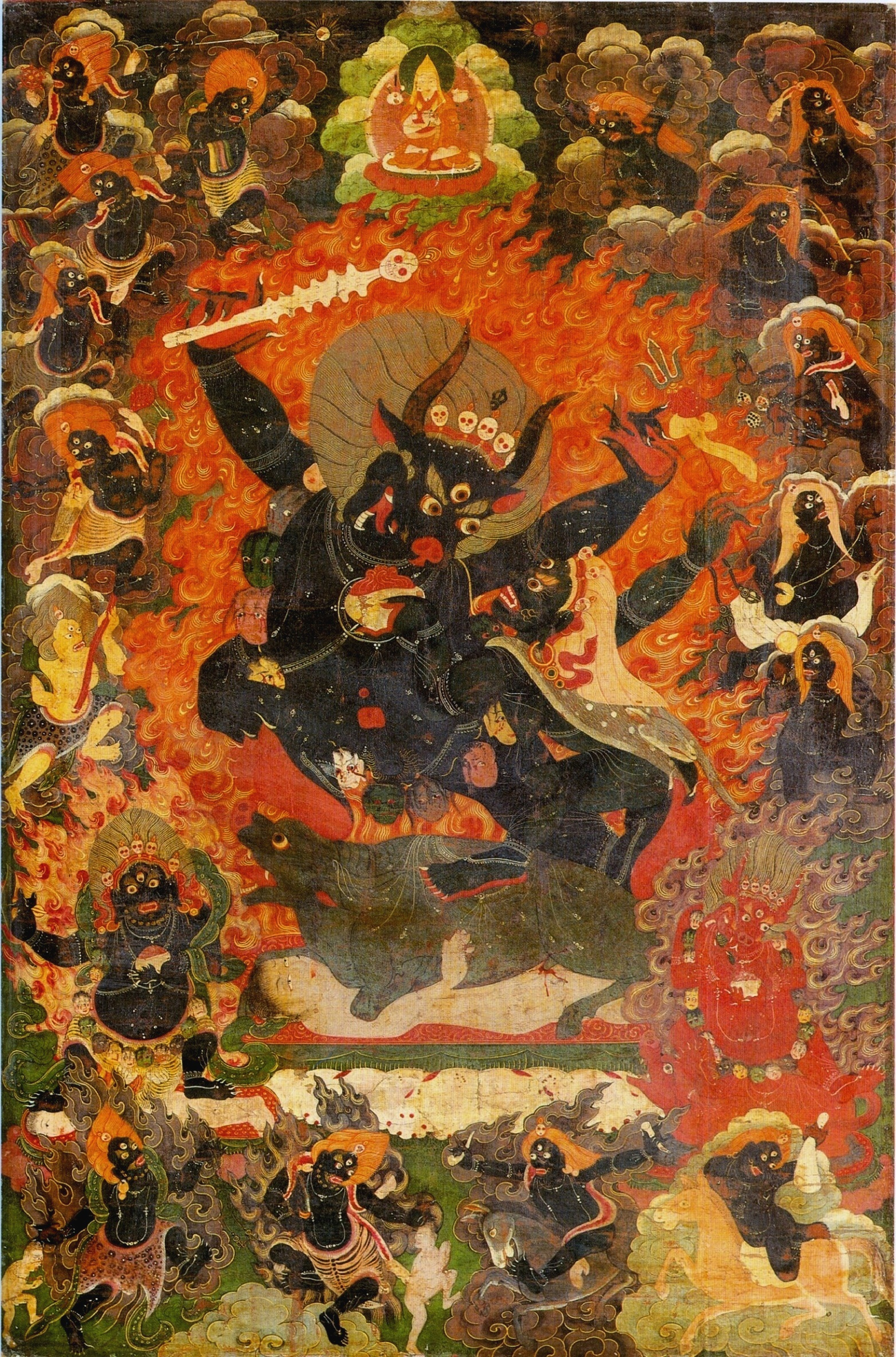
Yama, mediados del, Tíbet.

En el mundo sincrético y no dogmático de las visiones religiosas chinas, la interpretación del rey Yan puede variar mucho de una persona a otra. Mientras que algunos lo reconocen como una deidad budista, otros lo consideran una contrapartida daoísta del Bodhisattva Kṣitigarbha. Generalmente visto como una deidad severa, el Rey Yan es también un justo y recto Juez Supremo en el inframundo o hábil defensor de la Dharma.
El rey Yan no sólo es el gobernante, sino también el juez del inframundo y juzga a todos los muertos. Siempre aparece en forma masculina, y entre sus secuaces se incluye un juez que sostiene en sus manos un pincel y un libro con la lista de todas las almas y la fecha de muerte asignada para cada vida. Cabeza de Buey y Cara de Caballo, los temibles guardianes del infierno, llevan a los recién muertos, uno a uno, ante Yan para que los juzgue. Los hombres o mujeres con méritos serán recompensados con buenas vidas futuras o incluso con la revivificación en su vida anterior. Los hombres o mujeres que cometieron fechorías serán condenados a sufrimiento o vidas futuras miserables. En algunas versiones, Yan divide Diyu en ocho, diez o dieciocho cortes, cada una gobernada por un rey Yan, como el rey Chujiang, que gobierna la corte reservada a ladrones y asesinos.
Se supone que los espíritus de los muertos, al ser juzgados por Yan, o bien pasan un período de disfrute en una región a medio camino entre la Tierra y el cielo de los dioses, o bien sufren su medida de castigo en el mundo inferior. Ninguno de los dos lugares es permanente y, al cabo de un tiempo, regresan a la Tierra en nuevos cuerpos.
A veces se consideraba que Yan era una posición en la jerarquía celestial, más que un individuo. Se decía que había casos en los que un mortal honesto era recompensado con el puesto de Yan y servía como juez y gobernante del inframundo. Algunos decían que personas comunes como Bao Zheng, Fan Zhongyan, Zhang Binglin se convertían en los Yan por la noche o después de la muerte. Una vez que un Rey del Infierno ha cumplido su condena en el Infierno, puede reencarnarse de nuevo en la Tierra o abandonar el ciclo por completo.

## Relación con la religión india
Inspirándose en diversos textos de la India y en la cultura local, la tradición china propone varias versiones sobre el número de infiernos y las deidades que los encabezan. Parece que originalmente había dos versiones enfrentadas: 136 infiernos (8 grandes divididos cada uno en 16 más pequeños) o 18 infiernos, cada uno de ellos dirigido por un rey subordinado de Yanluo Wang.
Fueron fuertemente desafiados a partir de la dinastía Tang por una nueva versión influenciada por el daoísmo, que adoptó a Yanluo Wang para convertirlo en el quinto de un conjunto de diez reyes (shidian Yánluó wáng. 十殿阎罗王, rey guardián clasificador de las diez cámaras) nombrados cada uno a la cabeza de un infierno por el Emperador de Jade. Los otros nueve reyes son: Qinguangwang (秦广王), Chujiangwang (楚江王), Songdiwang (宋帝王), Wuguanwang (五官王), Bianchengwang (卞城王), Taishanwang (泰山王), Pingdengwang (平等王) Dushiwang (都市王) Zhuanlunwang (转轮王), nombres típicamente taoístas. Compiten con Heidi, otro dios taoísta del mundo de los muertos. Yanluo Wang sigue siendo sin embargo el más famoso, y con mucho el más presente en la iconografía.
Sin embargo, Yanluo Wang desaparece más tarde por completo de la lista, dando paso a una figura histórica, un magistrado designado en vida como juez de los muertos por una deidad superior. Este magistrado suele ser Bao Zheng, un famoso juez que vivió durante la dinastía Song. A veces le acompañan tres ayudantes llamados "Vejez", "Enfermedad" y "Muerte".
Yama también es considerado como una de las Veinte Devas'] (二十諸天 Èrshí Zhūtiān) o de las Veinticuatro Devas (二十四諸天 Èrshísì zhūtiān), un grupo de Dharmapalas protectores, en el budismo chino.